# شتروپ
شتروپ (به آلمانی: Sterup) یک شهر در آلمان است که در اشلسویگ-فلنسبورگ واقع شده‌است. شتروپ ۱٬۴۲۳ نفر جمعیت دارد.